# هیروکی نارابایاشی
هیروکی نارابایاشی (انگلیسی: Hiroki Narabayashi؛ زادهٔ ۱۴ ژانویهٔ ۱۹۸۸) بازیکن فوتبال اهل ژاپن است.